# Lymnas ambryllis
Lymnas ambryllis är en fjärilsart som beskrevs av William Chapman Hewitson 1910. Lymnas ambryllis ingår i släktet Lymnas och familjen Riodinidae. Inga underarter finns listade i Catalogue of Life.